# Jean-François Van Der Motte
Jean-François Van Der Motte   (Brussel·les, 8 de desembre de 1913 - Mont-de-l'Enclus, 8 d'octubre de 2007) va ser un ciclista belga que va córrer durant els anys 30 del segle xx.
El 1936 va prendre part en els Jocs Olímpics de Berlín, en què guanyà una medalla de bronze en la prova de ruta per equips, junt a Armand Putzeys i Auguste Garrebeek. En aquests mateixos Jocs va participar en la cursa individual, sense que se sàpiga quina fou la seva posició exacta.

## Palmarès
- 1935
  -  Campió de Bèlgica en ruta amateur
- 1936
  -  Medalla de bronze als Jocs Olímpics de Berlín en ruta per equips